# بادي جونسون
بادي جونسون (بالإنجليزية: Buddy Johnson)‏ هو عازف جاز وكاتب سيناريو وعازف بيانو وملحن أمريكي، ولد في 10 يناير 1915 في داريلنغتون في الولايات المتحدة، وتوفي في 9 فبراير 1977 في نيويورك في الولايات المتحدة.

## وصلات خارجية
- بادي جونسون على موقع IMDb (الإنجليزية)
- بادي جونسون على موقع ميوزك برينز (الإنجليزية)
- بادي جونسون على موقع أول موفي (الإنجليزية)
- بادي جونسون على موقع قاعدة بيانات الأفلام السويدية (السويدية)
- بادي جونسون على موقع أول ميوزيك (الإنجليزية)
- بادي جونسون على موقع ديسكوغز (الإنجليزية)